# Branddriehoek

De branddriehoek

De branddriehoek of brandcirkel geeft de drie belangrijkste factoren weer die spelen bij een brand:
- Brandbare stof of brandstof
- Zuurstof
- Ontbrandingstemperatuur

Blussen van branden gaat door het wegnemen van ėėn of meer van deze factoren:
- Als er geen brandstof meer is, zal de brand doven. De brandstof kan op natuurlijke manier verdwijnen, doordat het vuur alles verbrand heeft, of kunstmatig, door het mechanisch of chemisch verwijderen van de brandstof van het vuur. De aanleg van brandsingels in bossen is gebaseerd op het effect van scheiding van brandbare stof. Ook is scheiding de basis van de meeste tactieken om grote branden te blussen.

- Zuurstof kan verwijderd worden door de brand te smoren met een waterachtige filmlaag, of met een inert gas. Bijvoorbeeld van een AFFF-blusser, koolzuurblusser of halon-installatie. Ook de koolzuurblusser werkt door het verdringen van de zuurstof en niet door afkoeling. Daarvoor is de warmtecapaciteit van het koolstofdioxidegas te laag om effect te sorteren. Een kaarsendover werkt ook doordat de vlam alle zuurstof verbrandt.

- Als laatste kan de temperatuur verlaagd worden. Bijvoorbeeld met water. Water heeft een groot koelend effect doordat het bij het verdampen veel energie opneemt. Hiernaast verdringt de gevormde stoom de zuurstof.

Een uitgebreider model is de brandvijfhoek.